# Karl Epting
Karl Epting (Pseudonyme: Matthias Schwabe und Friedrich Langmuth; geboren 17. Mai 1905 in Odumase, britische Kolonie Goldküste; gestorben 17. Februar 1979 in Hänner) war ein deutscher Romanist, der sich während der Zeit des Nationalsozialismus kulturpolitisch engagierte. Er arbeitete von Ende 1933 bis 1944 in Paris, ab 1940 im besetzten Frankreich als Kulturreferent der deutschen Botschaft. Epting verfasste unter dem Pseudonym Matthias Schwabe antifranzösische und antisemitische Hetzschriften.
Nach dem Krieg war er Gymnasiallehrer am Hegel-Gymnasium in Stuttgart-Vaihingen und bis 1969 Schuldirektor des Theodor-Heuss-Gymnasiums Heilbronn.

## Leben

### Kindheit und Ausbildung, 1905–1932
Karl Epting wurde als Kind des Basler Missionars Karl Epting in der britischen Kolonie Goldküste geboren, wuchs allerdings größtenteils in Basel auf; seine Schwester war die Pastorin und Frauenrechtlerin Ruth Epting. Nach dem Schulbesuch in den evangelischen Seminaren Schönthal und Urach studierte er Geschichte, Germanistik und Romanistik an der Eberhard Karls Universität Tübingen, Universität Dijon und Ludwig-Maximilians-Universität München. 1928 promovierte er über Friedrich von Hagedorn.
Nach der Referendarzeit als Lehrer war er Geschäftsführer des Studentenwerks Tübingen und der Akademischen Auslandsstelle an der Universität Tübingen. 1931 wurde er Leiter der „Abteilung für studentische Selbsthilfe und Gemeinschaftsarbeit“ des Weltstudentenwerks in Genf, einer internationalen Hilfsorganisation für Studenten.
Epting war verheiratet mit der Schriftstellerin Alice Kullmann (1898–1971), die Ratgeberbücher schrieb und über die gemeinsame Pariser Zeit zwei Memoirenbände veröffentlichte.

### Karriere im Nationalsozialismus, 1933–1944
Von 1933 bis 1939 war er Leiter des Pariser Büros des Deutschen Akademischen Austauschdienstes. Epting lernte Otto Abetz 1930 im Sohlbergkreis kennen und arbeitete ab 1934 mit ihm zusammen, als dieser in der Dienststelle Ribbentrop beschäftigt war. Ab dem Zeitpunkt fungierte Epting als Vertrauensmann der Dienststelle Ribbentrop in Paris. Nach einem misslungenen Aufnahmeversuch 1936 trat er zum 1. September 1939 in die NSDAP ein (Mitgliedsnummer 7.752.315). Epting war „ein beflissener Vertreter nationalsozialistischer Ideologie“. Angesichts des drohenden Krieges musste er im August 1939 seinen Posten beim DAAD in Paris auf Anweisung der französischen Behörden verlassen.
Während des Sitzkriegs (Drôle de guerre, September 1939–Mai 1940) war er Mitglied des sechsköpfigen Frankreich-Komitees des Auswärtigen Amtes und publizierte unter dem Pseudonym Matthias Schwabe antisemitische und frankreichfeindliche Hetzschriften.
Am 15. Juni 1940 kehrte er unter der Leitung von Otto Abetz zusammen mit Ernst Achenbach, Friedrich Grimm, Friedrich Sieburg und dem Leiter der NSDAP/AO Rudolf Schleier nach Paris zurück, zunächst in die Dienststelle des Bevollmächtigten des AA beim Militärbefehlshaber Frankreich. Im November 1940 kam Gerhard Heller zum Militärbefehlshaber, der dort die Zensur über das Verlagswesen ausüben sollte.
Epting übernahm die Kulturabteilung der deutschen Botschaft, die ab September 1940 als das selbstständige „Deutsche Institut“ firmierte. Das Deutsche Institut übernahm das von den Deutschen beschlagnahmte Palais der polnischen Botschaft, das Hotel de Sagan (heute Hotel de Monaco) in der Rue Saint-Dominique, in dem die Exilregierung Polens nach dem Fall Polens zum Teil ihren Sitz genommen hatte. Epting konnte in dem Hotel de Sagan mit seinen vielen Repräsentationsräumen große Veranstaltungen durchführen und gründete zahlreiche Zweigstellen, zunächst im besetzten Frankreich und später auch in Vichy-Frankreich. Zur Kulturarbeit gehörte für Epting auch die Beteiligung am Kunstraub in Frankreich. Hierbei unterstützte Epting die Botschaft in den ersten Monaten der Besatzung. Im Ganzen war das Ziel der deutschen Kulturpolitik, die Franzosen im nationalsozialistischen Sinn zu beeinflussen. Hitler kümmerte sich persönlich um diese Politik. Hitlers geheim gehaltene Frankreichpolitik sah vor, aus Frankreich einen Agrarstaat zu machen und die französische Kultur zu zerstören. Die Kulturpolitik hatte die Aufgabe, diese Ziele zu fördern. Großer Widerstand der Franzosen und die Bildung einer Einheitsfront gegen die deutsche Besatzung sollten verhindert werden und gleichzeitig die Illusion einer späteren Verständigungsmöglichkeit mit Deutschland belassen werden. Auch sollte die antisemitische Politik der Nazis gerechtfertigt werden und Verständnis für die Ermordung der Juden in Frankreich. Eine breite Kulturarbeit mit deutschen Sprachkursen, Vorträgen und Ausstellungen sollte das Vordringen der deutschen Sprache und Kultur im Sinne der NSDAP befördern und zielte darauf, die Franzosen mit einer „Charme-Offensive“ für die „deutschen Kriegsziele zu vereinnahmen.“  Das Deutsche Institut wurde 1943 von der deutschen Botschaft als „das wichtigste kulturpolitische Propagandainstrument, über das wir zur Zeit in Frankreich verfügen,“ eingeschätzt. Aber das Deutsche Institut griff unter Epting „in Konkurrenz zu anderen Dienststellen auch in das französische Kulturleben ein, um durch Zensur- und Zwangsmaßnahmen eine Festigung der deutschen Herrschaft über Frankreich zu bewirken.“
1942 wurde Gerhard Krüger von Unterstaatssekretär Luther als Kulturattaché und Kontrolleur für Botschafter Otto Abetz in Paris installiert und Epting nach einer Auseinandersetzung mit Krüger nach Berlin zurückbeordert. Epting nutzte die folgende Zeit und habilitierte sich am 29. Juli 1943 am Deutschen Auslandswissenschaftlichen Institut (DAWI) bei Franz Six. Krüger stolperte auf dem diplomatischen Parkett und wurde durch den Mediziner SS-General Werner Gerlach ersetzt. Nachdem Luther von Ribbentrop in Berlin entmachtet worden war, konnten Abetz und Epting ihre Stellen in Paris wieder einnehmen.
Von 1942 bis 1944 gab Epting neun Ausgaben der Zeitschrift Deutschland-Frankreich heraus. Epting wurde im Auftrag der deutschen Botschaft Besitzer der Buchhandlung Rive Gauche, die das Monopol für den Vertrieb deutscher Literatur in Frankreich besaß. Rive Gauche wurde binnen kurzem zu einer der größten Buchhandlungen Frankreichs, weil sie anfangs auch von vielen Franzosen genutzt wurde. Das änderte sich erst nach mehreren Bombenanschlägen seitens der Résistance. Mit Heller war Epting schon in der Frühphase der Besetzung Frankreichs an den verschiedenen Versionen einer nach Otto Abetz benannten Zensurmaßnahme, der „Otto-Liste“ (Ouvrages retirés de la vente par les éditeurs ou interdits par les autorités allemandes), beteiligt, die am 28. September 1940 in der ersten Version erstellt worden war und eine Selbstzensur der französischen Verlage bewirkte. Dabei waren vor allem Werke jüdischer, demokratischer sowie gegen die Besatzungsmacht gerichteter Autoren verboten. Ebenfalls mit Heller organisierte er die Fahrt der französischen Delegation zum Europäischen Dichtertreffen nach Weimar. Im Unterschied zu den literarischen Vorlieben Hellers unterstützte Epting den in antisemitischen Ausbrüchen schwelgenden Louis-Ferdinand Céline. Eptings antisemitische Äußerungen gehören nach Wolfgang Geiger zu der schlimmsten antisemitischen Hetze über Frankreich, die je verfasst wurde. So forderte er 1942 von der Militärverwaltung, die jüdischen Kinder in den Schulen von den französischen abzusondern, und bereitete damit die Ghettoisierung im Sammellager Drancy und Deportation der Juden in Frankreich vor. Eine Konzertreise des französischen Pianisten und Kollaborateurs Alfred Cortot nach Deutschland sollte gemäß Eptings Forderung nicht genehmigt werden, da dieser mit einer Jüdin verheiratet sei. Mit der Ausdehnung der Otto-Liste auf alle 739 jüdischen Schriftsteller französischer Sprache und bei dem allgemeinen Verbot, englischsprachige oder russische Autoren zu verlegen, zogen er und Heller an einem Strang.
1944 floh Epting nach Deutschland, lehrte am DAWI in Berlin und wurde dann nach Süddeutschland versetzt. Hier „betreute“ er bis zum Kriegsende die ins Schloss Sigmaringen geflohenen französischen Kollaborateure.

### Nach dem Krieg, 1945–1979
Epting wurde 1946 von den Amerikanern in Dachau und Reutlingen interniert und machte im Wilhelmstraßen-Prozess eine Aussage zur Entlastung des Außenamtsstaatssekretärs und Weizsäcker-Nachfolgers Gustav Adolf Steengracht von Moyland. Danach wurde er per Londoner Statut an die Franzosen ausgeliefert und am 23. November 1948 in Frankreich in vier Punkten angeklagt:
1. Mitwirkung bei der Plünderung französischen Kunstbesitzes, insbesondere der Sammlungen Rosenberg und Seligmann;
2. Denunziation der Frau des von den Deutschen verhafteten Jean de Pange;
3. Beschlagnahme des Archivs der Völkerbundsorganisation Internationales Institut für geistige Zusammenarbeit;
4. Förderung der Kollaboration.

Am 28. Februar 1949 – nach drei Jahren Haft zuletzt im Militärgefängnis Cherche-Midi – wurde er von einem französischen Militärgericht in Paris in allen Punkten freigesprochen.
Über seine Entnazifizierung in Deutschland ist nichts bekannt. Nach seiner Freilassung arbeitete Epting als Lektor und Leiter des Greven Verlages in Köln. Später wurde Epting wieder in den Staatsdienst aufgenommen und arbeitete von 1957 bis 1960 als Gymnasial-Lehrer am damaligen (Pro-)Gymnasium (heute Hegel-Gymnasium) in Stuttgart-Vaihingen. Von 1960 bis 1969 leitete er als Oberstudiendirektor das Theodor-Heuss-Gymnasium Heilbronn (THG). Über Eptings Rolle bei der Durchführung der Nazipolitik in Frankreich wurde kein Wort verloren. Er führte das THG, „[...] als wäre nichts gewesen. Ehemalige THG-Schüler erinnern sich mit Entsetzen.“

### Bedeutung für Frankreich-Politik und Kulturpolitik
Epting unterstützte die Frankreichpolitik der NSDAP, die von einem Hegemonialstreben Deutschlands ausging. Frankreich als dessen größter Gegner sei daher zu schwächen. Ein wichtiger Zwischenschritt zu diesem Ziel war, in Frankreich Unterstützer für dieses Vorhaben zu finden. Man gab Kollaboration vor und meinte stattdessen ein Mittel zur Unterwerfung und Versklavung. Vor diesem Hintergrund ist seine kulturpolitische Tätigkeit am Deutschen Institut in Paris zu sehen.
Epting hat im kulturpolitischen Diskurs der Nachkriegszeit auf der nationalkonservativen Seite, etwa im Kreis von Hans-Joachim Schoeps, mitgemischt. Er hielt sich für einen Teil der „Generation der Mitte“, die Jahrgänge 1900 bis 1910, die den Ersten Weltkrieg mittelbar erlebt hatte, aber zu einer Aussöhnung mit Frankreich in der Lage sei – unter deutscher Führung. Bei seinen Veröffentlichungen in der Nachkriegszeit konnte er sich auch die Provokation leisten, sein mit nationalsozialistischen Propagandaschriften hervorgetretenes Pseudonym „Schwabe“ zu zitieren.
Epting arbeitete zudem Anfang der 1950er Jahre als Lektor im Verlagswesen und war zeitweiliger Leiter des Kölner Greven-Verlages. Unter anderem sorgte Epting durch seine Kontakte dafür, dass der Verlag, der bis dahin überwiegend Adressbücher und Regionalia verlegt hatte, sein politisches Programm verstärkte. So veröffentlichte Carl Schmitt, den Epting im besetzten Paris kennengelernt hatte, zum ersten Mal seit 1945 im Greven Verlag wieder Bücher. Das sorgte für großes Aufsehen, da Carl Schmitt als Nationalsozialist galt und bis dahin in der deutschen Öffentlichkeit geächtet war. Unter Eptings Leitung veröffentlichte der Verlag auch die Memoiren von Otto Abetz, die mit einem Nachwort des antisemitischen ehemaligen Botschaftsrates Ernst Achenbach versehen waren. Auch wurden Memoiren des antisemitischen und dem Vichyregime nahestehenden ehemaligen französischen Außen- und Justizministers Georges Bonnet bei Greven verlegt. Eptings Buch Das französische Sendungsbewusstsein im 19. und 20. Jahrhundert erschien 1952 im rechtsradikalen Vowinckel-Verlag. Das Buch Die Gedanken eines Konservativen wurden 1977 im rechtsradikalen Hohenstaufenverlag des Altnazis Gerhard Schumann herausgebracht.

## Schriften

### Karl Epting
- Der Stil in den lyrischen und didaktischen Gedichten Friedrich von Hagedorns. W. Kohlhammer, Stuttgart 1929
- Darlehnskassen für Studierende in aller Welt. Von Heinrich G. Merkel unter Mitarbeit v. Epting. de Gruyter, Berlin 1932
- Arbeitslager und freiwilliger Arbeitsdienst in Deutschland, Schweiz, Holland, Wales. Weltstudentenwerk, Genf 1933
- Frankreich im Widerspruch. Aufsätze. Hanseatische Verlagsanstalt, Hamburg 1943
- Das französische Sendungsbewusstsein im 19. und 20. Jahrhundert. Vowinckel, Heidelberg 1952
- Aus dem Cherchemidi. Pariser Aufzeichnungen 1947–1949. Scheur, Bonn 1953 (Aufzeichnungen aus dem Pariser Militärgefängnis)
- Generation der Mitte. Bonner Universitäts-Buchdruckerei Scheur, Bonn 1953. (Auszug aus dem Inhaltsverzeichnis: Deutsch-französischer Austausch, S. 97; Deutsche Politik 1924–1939, S. 139; Europäische Integration 1939–1945, S. 211.)
- Der geistliche Weg der Simone Weil. Friedrich Vorwerk, Stuttgart 1955.
- Frankreichs goldene Jahre. Steingrüben, Stuttgart 1962
- Gedanken eines Konservativen. Hohenstaufen, Bodman-Ludwigshafen 1977, ISBN 3-8056-3001-8
- Das Schicksal der briandistischen Generation. Der Sohlberg-Kreis und seine Freunde. Jahrbuch Archiv der deutschen Jugendbewegung 8, 1976, S. 12 ff.

posthum
- Bibliographie französischer Übersetzungen aus dem Deutschen, mit Liselotte Bihl. Niemeyer, Tübingen 1987, ISBN 3-484-10572-0

### Unter dem PseudonymMatthias Schwabe
(Weiteres Pseudonym: Friedrich Langmuth)
- Die französische Auslandspropaganda. Ihre Grundlagen und Voraussetzungen. Stubenrauch, Berlin 1939. Reihe: Kulturpolitische Schriftenreihe des Deutschen Akademischen Austauschdienstes, 2 [Aufgenommen in die NS-Bibliographie]
- Die französische Schule im Dienste der Völkerverhetzung. Essener Verlagsanstalt 1940. Veröffentlichungen des deutschen Instituts für außenpolitische Forschung, 5
- Schriftenreihe: Frankreich gegen die Zivilisation. (FgdZ) Junker & Dünnhaupt, Berlin (z. T. auch: Schriften des Deutschen Instituts für außenpolitische Forschung und des Hamburger Instituts für auswärtige Politik). Epting gab in dieser Reihe etwa 25 Titel mit den gen. Instituten heraus. Hier schrieb er selbst das Heft
  - Der Kreuzzug der französischen Kardinäle. Frankreich gegen die Zivilisation, 15. (zugl. Schriften des Deutschen Instituts für außenpolitische Forschung und des Hamburger Instituts für auswärtige Politik, 70) 1940
  - weitere Autoren in der Schriftenreihe Frankreich gegen die Zivilisation:
  - Gerhard Lehmann: Der Einfluss der Judentums auf das französische Denken der Gegenwart, FgdZ, 10. 1940
  - Edmund Halm: Die Alliance française. Der Weltbund des französischen Kulturimperialismus. Eine Untersuchung auf Grund authentischen Materials. FgdZ, 19
  - Ernst Anrich: Die Bedrohung Europas durch Frankreich: 300 Jahre Hegemoniestreben aus Anmaßung und Angst. FgdZ, 1. 1940
  - Wolfgang Adler: Hassdichtung in Frankreich, in FgdZ, 21
  - Friedrich Seekel: Rauschgift und Verbrechen in Frankreich, in FgdZ, 21
  - sb.: Frankreich: Zentrale des internationalen Mädchenhandels, in FgdZ, 16
  - Friedrich Grimm: Poincaré am Rhein, in FgdZ, 4
  - Wilhelm Schmidt: Frankreich sabotiert die Abrüstung, in FgdZ, 4